# Bhisho
Bhisho (trước đây là Bisho)  là thủ phủ của tỉnh Đông Cape ở Nam Phi. Văn phòng Thủ tướng, Cơ quan lập pháp tỉnh và nhiều cơ quan chính phủ khác có trụ sở tại thị trấn này. Thị trấn, cách thị trấn King William ba km và cách Đông London 70 km, cũng là một phần của Buffalo City.

## Lịch sử
Bhisho bắt nguồn từ trâu trong tiếng Xhosa, cũng là tên của dòng sông (sông Buffalo) chạy qua thị trấn này. Bhisho được đặt theo tên bài hát của Ben Tyazashe, người đã viết về khát khao về quê hương của mình, Bisho, tên của ông cho King William's Town , tuy nhiên, người ta cũng cho rằng cái tên này được nhà lãnh đạo Ciskei Lennox Sebe, sau đấu thầu không thành công để kết hợp Thị trấn của Vua William vào Ciskei của ông, thành Qonce (phiên bản Xhosa của tên Khoikhoi cho sông Buffalo, có nghĩa là Trâu) đã được sử dụng làm tên bản địa cho Thị trấn của Vua William.

### Thủ đô của Ciskei
Khi bantustan của Ciskei được trao độc lập vào năm 1981, mặc dù điều này không bao giờ được công nhận bên ngoài Nam Phi, Bisho từng là thành phố thủ đô của nó. Trong những năm đầu thập niên 1980 dưới sự lãnh đạo của Lennox Sebe, Bisho đã trải qua một thời kỳ phát triển mạnh mẽ.
Vị trí của nó cách thị trấn King William sáu km về phía bắc trên con đường chính nối Cape với Transkei và Natal đã được mô tả là kết quả của chính phủ Ciskei muốn đặt một "sự bóp nghẹt kinh tế" đối với cộng đồng da trắng của Thị trấn King William  người đã đoàn kết trên các đường lối chính trị chống lại việc sáp nhập vào quê hương, trước một khuyến nghị năm 1979 của chính phủ Nam Phi.